# Дијамант (предузеће)
Дијамант је српско предузеће за производњу јестивог уља са седиштем у Зрењанину, основано 1938. године као Фабрика уља Београд, која је национализована после Другог светског рата као предузеће 2. октобар. Од 2021. године је у власништву Фортенова групе.

## Историја
Предузеће је основано 1938. године као Фабрика уља Београд са седиштем у Зрењанину. После Другог светског рата, 1946. године, предузеће постаје државно предузеће под називом 2. октобар. Године 1974. изграђена нова пунионица са линијом за пуњење уља у ПВЦ боце.
Хрватски конгломерат Агрокор група је 2005. године постао већински власник Дијаманта. Куповином је Агрокор дошао у власништво два велика произвођача јестивог уља, Звијезда д. д. Загреб у Хрватској и Дијамант а. д. Зрењанин у Србији.
Године 2021, одлуком Агенције за привредне регистре (АПР) уписан је пренос Агрокоровог удела у компанији Дијамант на Фортенова групу, чиме је Фортенова група постала једини власник компаније са 100% удела. Одлука о промени правне форме друштва из акционарског друштва у друштво са ограниченом одговорношћу донета је 23. августа 2021. године, а решење је регистровано решењем АПР 26. августа 2021. године.

## О компанији
Данас, као водећи произвођач јестивог уља, компанија континуирано улаже у унапређење производа, као и у развој самих производних процеса, у складу са најновијим светским трендовима у прехрамбеној технологији.
Бројна домаћа и међународна признања доказ су лидерске позиције коју Дијамант има у производњи уља, биљних масти и маргарина.
Дугогодишњу лидерску позицију бренда Дијамант у категоријама јестивог уља, мајонеза, стоног и маргарина за мазање потврдила је глобална агенција Ниелсен, на основу података прикупљених за малопродајно тржиште, која је Дијамант прогласила брендом број један у Србији године. 2021.
Кроз пољопривредну и прехрамбену производњу и кроз сопствену малопродајну мрежу, потрошачима континуирано обезбеђују свеже, здраве и домаће производе контролисаног порекла и квалитета.
Значајан су фактор у сектору пољопривреде, посебно у области производње уљарица, што подразумева развој партнерских односа са произвођачима, као и логистичку покривеност у циљу откупа и безбедног складиштења уљарица.
Дијамант је од својих партнера и потрошача препознат као друштвено одговорна компанија, која велику пажњу посвећује питањима заштите животне средине и побољшања квалитета живота у заједници.
Посебно су посвећени пројектима „Прати сунцокрет” који је усмерен на потребе особа са дауновим синдромом и њиховом укључивању у друштвене процесе, као и „Млади посластичар” који је посвећен талентованим средњошколцима.

## Производи

### Јестиво уље
Јестиво рафинисано сунцокретово уље, деценијама је било главни производ Дијаманта. Производи који се добијају од рафинисаног уља су најквалитетније семе сунцокрета са домаћих ораница. Осим сунцокретовог уља, сада под брендом „Дијамант”, у понуди имају медитеранско уље и палмино уље за пржење.

### Маргарин
Први маргарин за мазање произведен на домаћем тржишту, далеке 1980. године био је "Добро Јутро", омиљени производ многих генерација потрошача. Временом је "Добро Јутро" израсло у линији маргарина за намаз који данас чине Добро Јутро са млеком, Добро Јутро дијет, Добро Јутро лајт и Добро Јутро са маслацем. Природни извор есенцијалних масних киселина и витамина, као и одсуство холестерола и трансмасних киселина сврставају маргарин "Добро Јутро" у хранљиву, високо корисну храну. 

### Мајонез
Компанија Дијамант је на тржишту синоним за једног од најранијих домаћих произвођача мајонеза јединственог укуса у Србији. Производња Дијамант мајонеза почела је 1988. године. Дијамант мајонез се производи по традиционалној рецептури од свежих жуманаца и без конзерванса. Широк асортиман укључује дресинге и сосове као и лајт мајонез, који се може стављати у салате и сендвиче.

### Омегол
Омегол уље и маргарин су производи богати АЛА омега-3 масном киселином, која доприноси одржавању нормалног нивоа холестерола у крви. Садрже оптималан однос омега 3 и омега 6 масних киселина и природни су извор витамина Е.